# Europeiska enhetsakten
Europeiska enhetsakten, eller enbart enhetsakten, är ett fördrag inom Europeiska unionen som undertecknades den 17 februari 1986 i Luxemburg och den 28 februari 1986 i Haag, Nederländerna. Det trädde i kraft den 1 juli 1987 efter att ha ratificerats av alla medlemsstater i enlighet med deras respektive konstitutionella bestämmelser.
Enhetsakten lade grunden för förverkligandet av den inre marknaden och fastställde att ”ett område utan inre gränser, där fri rörlighet för varor, personer, tjänster och kapital säkerställs” skulle upprättas senast den 1 januari 1993. För att kunna nå detta mål effektiviserade enhetsakten beslutsfattandet inom Europeiska gemenskaperna genom att ersätta kravet om enhällighet med kvalificerad majoritet vid lagstiftning på flera områden, däribland nödvändig harmoniseringslagstiftning för att upprätta den inre marknaden och få den att fungera. Samtidigt stärktes Europaparlamentets inflytande genom införandet av samtyckesförfarandet och samarbetsförfarandet i vissa beslutsprocesser. Fördraget utökade vidare gemenskapernas befogenheter på det socialpolitiska området och införde helt nya befogenhetsområden gällande ekonomisk och social sammanhållning, miljö samt forskning och teknisk utveckling. Grunden lades även för en ekonomisk och monetär union. En bestämmelse infördes, för första gången, om Europeiska rådets sammansättning. Därutöver innehöll enhetsakten bestämmelser om det europeiska politiska samarbetet, ett utrikespolitiskt samarbete som senare blev den gemensamma utrikes- och säkerhetspolitiken genom Maastrichtfördraget.
För att träda i kraft var fördraget tvunget att ratificeras av alla medlemsstater i enlighet med deras respektive konstitutionella bestämmelser. I Danmark avslogs dock fördraget av folketinget redan innan det hade undertecknats. Därför utlyste den danska regeringen, som förespråkade ett godkännande av fördraget, en folkomröstning, som resulterade i ett ja till fördraget. Först därefter undertecknade Danmark, Grekland och Italien fördraget. Förutom Danmark höll även Irland en folkomröstning under ratificeringsprocessen.
Genom Maastrichtfördraget upphävdes och ersattes de delar av enhetsakten som rörde Europeiska rådet och det europeiska politiska samarbetet av fördraget om Europeiska unionen.

## Historia

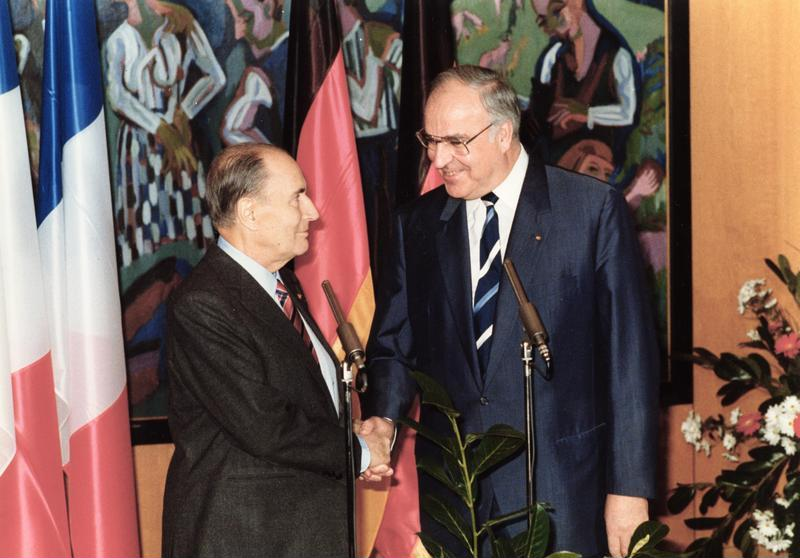
President François Mitterrand och förbundskansler Helmut Kohl.

Under 1980-talet började det europeiska samarbetet ta fart på riktigt. Under flera års tid hade Europa präglats av hög arbetslöshet och omfattande ekonomiska problem, ibland kända som euroskleros. Frankrikes och Tysklands nyvalda ledare, president François Mitterrand respektive förbundskansler Helmut Kohl, var inriktade på att fullända den gemensamma marknaden till en inre marknad för att stimulera den europeiska ekonomin. Vid ett toppmöte i Stuttgart i juni 1983 uttalade Europeiska rådet en vilja om att skapa en europeisk union, som inte enbart skulle omfatta ekonomiskt samarbete utan också politiskt, polisiärt och straffrättsligt samarbete. Efter att Europeiska rådet först hade varit mycket oenigt om hur det nya samarbetet skulle se ut, beslutades i juni 1985 vid rådets möte i Milano att en regeringskonferens skulle sammankallas. Alla medlemsstater, utom Danmark och Storbritannien, stödde förslaget om att sammankalla en regeringskonferens. Regeringskonferensens uppgift var att utarbeta ett nytt ändringsfördrag, som skulle anpassa det europeiska samarbetet till den inre marknaden och ett utrikespolitiskt samarbete. I slutet av 1985 tillträdde kommissionen Delors I, som leddes av den tidigare franske finansministern Jacques Delors. Delors hade som mål att den inre marknaden skulle upprättas från den 1 januari 1993 och förespråkade ett närmare samarbete mellan de europeiska länderna. 

### Undertecknandet
Efter att Europeiska rådet vid sitt möte den 2 december till 3 december 1985 slutligen nått en överenskommelse, antogs fördraget medlemsstaternas utrikesministrar. Den första utmaningen för fördraget var att bli godkänt i Danmark och Italien, där man ifrågasatte om fördraget var förenligt med ländernas konstitutioner. Den 21 januari 1986 avslog folketinget i Danmark fördraget med 80 röster mot 75. På så sätt krävde de danska parlamentarikerna att fördraget skulle omförhandlas. Den danska regeringen förespråkade dock att fördraget skulle godkännas, och utlyste därför en folkomröstning. Den 27 januari samma år beslutade rådet, utan att ens invänta resultaten från Danmarks folkomröstning, om att fördraget skulle signeras den 17 februari 1986. Den 13 februari blev det dock klart att den italienska regeringen, liksom den grekiska, var tvungen att invänta resultaten från Danmark innan undertecknandet av fördraget kunde ske.
Trots detta signerades fördraget som planerat den 17 februari i Luxemburg, men endast av Belgien, Frankrike, Irland, Luxemburg, Nederländerna, Portugal, Spanien, Storbritannien och Västtyskland. Den 27 februari 1986 var folkomröstningen i Danmark genomförd, och en majoritet hade röstat för fördraget. Därmed signerade Danmark, Grekland och Italien fördraget den 28 februari 1986 i Haag. Efter undertecknandet av fördraget påbörjades ratificeringsprocessen i samtliga medlemsstater. Fördraget trädde i kraft den 1 juli 1987, efter att alla medlemsstater hade godkänt fördraget.

## Syfte och innehåll
Fördragets huvudsakliga syfte var att fullfölja den inre marknaden. Därutöver skedde viss institutionella förändringar.

### Institutionerna
Enhetsakten utökade Europaparlamentets roll vid lagstiftning. För första gången omnämndes också Europeiska rådet i ett fördrag. Kvalificerad majoritet introducerades för beslut rörande den inre marknaden, vilket var en förutsättning för att kunna få en effektiv fungerande politik. På så sätt kunde många av de förslag som kommissionen Delors I senare lade fram antas.
Ett samarbetsförfarande inrättades och Europaparlamentet fick ökad makt över anslutningsfördrag.

### Inre marknaden
En av de viktigaste bestämmelserna som infördes genom fördraget var målet om att inrätta en inre marknad utan inre gränser för fri rörlighet av varor, tjänster, personer och kapital senast den 1 januari 1993. För att uppnå detta mål infördes även en ny rättslig grund i fördraget om upprättandet av Europeiska ekonomiska gemenskapen som gjorde det möjligt att anta harmoniseringsåtgärder med kvalificerad majoritet istället för med enhällighet.

### Ekonomisk och social sammanhållning
Som en motvikt till inrättandet av den inre marknaden innehöll europeiska enhetsakten även bestämmelser om ekonomisk och social sammanhållning. Syftet var att motverka ekonomiska och sociala klyftor i takt med att olika handelshinder togs bort.

### Utrikespolitiskt samarbete

Europeiska unionens tre pelare.

Enhetsakten innebar också att det europeiska politiska samarbetet (EPS) formaliserades. Detta var grunden till det som senare blev den gemensamma utrikes- och säkerhetspolitiken (GUSP). Europaparlamentet fick inflytande i frågor som rörde associeringsavtal med tredje länder och framtida anslutningsfördrag. I och med Europeiska enhetsakten fick parlamentet möjlighet att yttra sig vid framtida utvidgningar.
Fördraget innebar bara början på det utrikespolitiska samarbetet. Genom fördraget om Europeiska unionen fördjupades det samarbete som enhetsakten hade påbörjat. Till exempel ersattes det europeiska politiska samarbetet av den gemensamma utrikes- och säkerhetspolitiken, som blev en av Europeiska unionens tre pelare. Genom Lissabonfördraget ersattes pelarstrukturen i sin tur av Europeiska unionen som en enda juridisk person.
Enhetsakten blev därmed det första fördraget som innebar ett fördjupat politiskt samarbete, något som redan hade föreslagits på 1950-talet men då inte hade kunnat förverkligas.
| Årtal | 1952 | 1954                         | 1958 | 1967                                       | 1987                                       | 1993                                               | 1999                                              |                                                   | 2003                                              | 2009                    |                         |
|       |      |                              |      | Europeiska gemenskaperna:                  |                                            |                                                    |                                                   |                                                   |                                                   |                         |                         |
|       |      |                              |      | Europeiska atomenergigemenskapen (EURATOM) |                                            |                                                    |                                                   |                                                   |                                                   |                         |                         |
|       |      |                              |      | Europeiska kol- och stålgemenskapen (EKSG) | Europeiska kol- och stålgemenskapen (EKSG) |                                                    |                                                   |                                                   |                                                   | Europeiska unionen (EU) | Europeiska unionen (EU) |
|       |      |                              |      | Europeiska ekonomiska gemenskapen (EEG)    | Europeiska ekonomiska gemenskapen (EEG)    |                                                    | Europeiska gemenskapen (EG)                       | Europeiska gemenskapen (EG)                       | Europeiska gemenskapen (EG)                       | Europeiska unionen (EU) | Europeiska unionen (EU) |
|       |      |                              |      |                                            |                                            | Rättsliga och inrikes frågor (RIF)                 |                                                   |                                                   |                                                   | Europeiska unionen (EU) | Europeiska unionen (EU) |
|       |      |                              |      |                                            |                                            | Polissamarbete och straffrättsligt samarbete (PSS) |                                                   |                                                   |                                                   | Europeiska unionen (EU) | Europeiska unionen (EU) |
|       |      |                              |      |                                            | Europeiska politiska samarbetet (EPS)      | Gemensamma utrikes- och säkerhetspolitiken (GUSP)  | Gemensamma utrikes- och säkerhetspolitiken (GUSP) | Gemensamma utrikes- och säkerhetspolitiken (GUSP) | Gemensamma utrikes- och säkerhetspolitiken (GUSP) | Europeiska unionen (EU) | Europeiska unionen (EU) |
|       |      | Västeuropeiska unionen (VEU) |      |                                            |                                            |                                                    |                                                   |                                                   |                                                   | Europeiska unionen (EU) | Europeiska unionen (EU) |
|       |      |                              |      |                                            |                                            |                                                    |                                                   |                                                   |                                                   |                         |                         |

## Ratificeringsprocessen
|  | Ratifikation avklarad |

För att kunna träda i kraft var europeiska enhetsakten tvungen att ratificeras av alla medlemsstater i enlighet med deras respektive konstitutionella bestämmelser. Italiens regering är depositarie för samtliga ratifikationsinstrument. I alla medlemsstater utom Danmark och Irland genomfördes ratificeringsprocessen uteslutande genom parlamentariska processer, utan folkomröstningar. I Danmark hölls en folkomröstning innan undertecknandet av fördraget, medan Irland höll en folkomröstning efter att den ursprungliga ratifikationslagen förklarades oförenlig med den nationella konstitutionen av Irlands högsta domstol.
Den ursprungliga planen vid undertecknandet av fördraget var att få det i kraft den 1 januari 1987. På grund av förseningarna i Irlands ratificeringsprocessen trädde fördraget istället i kraft den 1 juli 1987.

### Danmark
I Danmark hölls en folkomröstning efter att parlamentet hade röstat ner fördraget med 80 röster mot 75 på grund av att man ansåg att det inte var förenligt med den danska konstitutionen. Eftersom regeringen förespråkade ett godkännande av fördraget, utlystes en folkomröstning. Folkomröstningens resultat var 56 procent för och 44 procent emot. Valdeltagandet var över 75 procent. Därmed kunde Danmark underteckna fördraget och senare även ratificera det.

### Irland
Den irländska regeringen initierade ratificeringsprocessen av europeiska enhetsakten den 23 september 1986. Efter att parlamentets båda kammare hade behandlat och godkänt fördraget undertecknade presidenten ratifikationslagen den 23 december 1986. Lagen överklagades dock av Raymond Crotty till högsta domstolen. Domstolen ansåg att lagen bröt mot den irländska konstitutionen och att en konstitutionsändring var nödvändig för att ratificera fördraget. Följaktligen blev regeringen tvungen att utlysa en folkomröstning om fördraget. En folkomröstning hölls den 26 maj 1986. Knappt 70 procent av väljarna röstade för fördraget och ungefär 30 procent emot, med ett valdeltagande på 44 procent. Efter folkomröstningen kunde det irländska parlamentet på nytt godkänna fördraget och presidenten ratificerade fördraget den 22 juni 1987. Den 25 juni 1987 deponerades ratifikationsinstrumentet hos Italiens regering, vilket innebar att fördraget kunde träda i kraft den 1 juli 1987.

### Översikt
| Medlemsstat    | Undertecknande | Ratificering | Deponering | Ref.   |
| -------------- | -------------- | ------------ | ---------- | ------ |
| Belgien        | 1986-02-17     | ?            | 1986-08-25 |        |
| Danmark        | 1986-02-28     | 1986-06-04   | 1986-06-13 | [ 8 ]  |
| Frankrike      | 1986-02-17     | 1986-12-16   | 1986-12-19 | [ 9 ]  |
| Grekland       | 1986-02-28     | ?            | 1986-12-31 |        |
| Irland         | 1986-02-17     | 1987-06-22   | 1987-06-25 | [ 6 ]  |
| Italien        | 1986-02-28     | 1986-12-23   | 1986-12-30 | [ 10 ] |
| Luxemburg      | 1986-02-17     | 1986-12-03   | 1986-12-17 | [ 11 ] |
| Nederländerna  | 1986-02-17     | 1986-12-17   | 1986-12-24 | [ 12 ] |
| Portugal       | 1986-02-17     | 1986-12-26   | 1986-12-31 | [ 13 ] |
| Spanien        | 1986-02-17     | 1986-11-26   | 1986-12-18 | [ 14 ] |
| Storbritannien | 1986-02-17     | 1986-11-07   | 1986-11-19 | [ 15 ] |
| Tyskland       | 1986-02-17     | 1986-12-19   | 1986-12-29 | [ 16 ] |